# Tianzhu (Inde)
Pour les articles homonymes, voir Tianzhu.
Tiānzhú (chinois : 天竺 ; pinyin : tiānzhú) est l'ancien nom de l'Inde pour les chinois. Ce pays est aujourd'hui appelé en chinois Yindu (印度, yìndù).

## Étymologie
Le nom tire son origine de la rivière Indus, élément topographique important que se partagent l'Inde et la Chine. Le plus ancien écrit chinois existant encore au sujet de cette région de contact entre les deux pays est le Shiji de Sima Qian (145 av. J.-C. — 86 av. J.-C.). Ces écrits ont été élaborés à partir des rapports de l'explorateur Zhang Qian touchant à l'Asie centrale. Ce dernier y emploie le nom de « 身毒 » (prononcé Juāndú, Shēndú ou Yuándú) qui est une prononciation erronée de Shindu. D'autres noms pour désigner l'Inde se retrouvent dans maints écrits chinois de l'époque. Parmi ceux-ci, Tiānzhú (天竺) est le plus répandu. Il est probable qu'au début du premier millénaire, 天竺 était prononcé Xiandu, suggérant également une mauvaise prononciation de Shindu (la prononciation en chinois classique est principalement une tentative de reconstruction). Les bhikkhus (moines bouddhistes) penchent pour le caractère 天 (tiān) car il signifie « paradis », confortant ainsi le statut particulier de l'Inde dans la genèse du bouddhisme. En conséquence, Tianzhu est devenu le nom le plus employé lorsque le bouddhisme a été intégré dans la culture chinoise.
Le terme s'est répandu également ensuite dans d'autres pays d'Asie pratiquant le bouddhisme chan et influencé par la culture chinoise : En japonais : Tenjiku (天竺), en coréen : Cheonchuk (Hangeul : 천축, hanja : 天竺), et en vietnamien : Thiên Trúc (Chữ Nôm (et/ou han thu) : 天竺).